# نهائي كوبا أمريكا المئوية
نهائي كوبا أمريكا المئوية هي مباراة كرة القدم التي حددت الفائز بمسابقة كوبا أمريكا المئوية التي أقيمت في الولايات المتحدة. وقد لُعبت المباراة في ملعب ميتلايف في شرق راذرفورد، نيو جيرسي وذلك في السادس والعشرين من يونيو 2016.
كانت المباراة بين الأرجنتين وتشيلي وانتهت بفوز تشيلي بركلات الترجيح بعد نهاية الوقتين الأساسي والإضافي بالتعادل السلبي في تكرار لما حدث في نهائي النسخة السابقة.

مجسم رقمي لجائزة كوبا أمريكا المئوية

## عن الفريقين
عرفت البطولة حتى عام 1975 باسم "بطولة أمريكا الجنوبية لكرة القدم".

| الفريق    | سنوات التتويج في كوبا أمريكا السابقة *(للإشارة إلى فوز المنتخب في البطولة باعتباره البلد المضيف) |
| --------- | ------------------------------------------------------------------------------------------------ |
| الأرجنتين | 14 (1921*، 1925*، 1927، 1929*، 1937*، 1941، 1945، 1946*، 1947، 1955، 1957، 1959*، 1991، 1993)    |
| تشيلي     | 1 (2015*)                                                                                        |

## مراسم الاختتام
قام كل من الفنان الكوبي بيتبول والفنانة الأمريكية بيكي جي بتقديم الأغنية الرسمية للبطولة (سوبر ستار) مباشرة بعد انتهاء المباراة ومراسم التتويج.

## الطريق إلى النهائي
| م | الفريق    | لعب | نقاط |
| - | --------- | --- | ---- |
| 1 | الأرجنتين | 3   | 9    |
| 2 | تشيلي     | 3   | 6    |
| 3 | بنما      | 3   | 3    |
| 4 | بوليفيا   | 3   | 0    |

| م | الفريق    | لعب | نقاط |
| - | --------- | --- | ---- |
| 1 | الأرجنتين | 3   | 9    |
| 2 | تشيلي     | 3   | 6    |
| 3 | بنما      | 3   | 3    |
| 4 | بوليفيا   | 3   | 0    |

## المباراة

### تفاصيل
| الأرجنتين                         | 0–0 (ب.و.إ.)                      | تشيلي                                       |
| --------------------------------- | --------------------------------- | ------------------------------------------- |
|                                   | تقرير (كونميبول) تقرير (كونكاكاف) |                                             |
| ركلات الترجيح                     |                                   |                                             |
| ميسي · ماسكيرانو · أغويرو · بيليا | 2–4                               | فيدال · كاستيو · أرانغويز · بوسيجور · سيلفا |

| الأرجنتين | تشيلي |

| GK              | 1  | سرخيو روميرو             |
| RB              | 4  | غابرييل ميركادو          |
| CB              | 17 | نيكولاس أوتامندي         |
| CB              | 13 | راميرو فونيس موري        |
| LB              | 16 | ماركوس روخو 43'          |
| CM              | 6  | لوكاس بيليا              |
| CM              | 14 | خافيير ماسكيرانو 37'     |
| CM              | 19 | إيفر بانيغا 111'         |
| RF              | 10 | ليونيل ميسي 40'          |
| CF              | 9  | غونزالو هيغواين 70'      |
| LF              | 7  | أنخيل دي ماريا 57'       |
| البدلاء:        |    |                          |
| MF              | 5  | ماتياس كرانفايتر 94' 57' |
| FW              | 11 | سيرخيو أغويرو 70'        |
| MF              | 18 | إريك لاميلا 111'         |
| المدرب:         |    |                          |
| جيراردو مارتينو |    |                          |

| GK                | 1  | كلاوديو برافو              |
| RB                | 4  | ماوريسيو إيسلا             |
| CB                | 17 | غاري ميديل                 |
| CB                | 18 | غونزالو خارا               |
| LB                | 15 | جان بوسيجور 52'            |
| CM                | 20 | تشارلز أرانغويز 69'        |
| CM                | 21 | مارسيلو دياز 16' 28'       |
| CM                | 8  | أرتورو فيدال 37'           |
| RW                | 7  | أليكسيس سانشيز 104'        |
| LW                | 6  | خوسيه بيدرو فوينزاليدا 80' |
| CF                | 11 | إدواردو فارغاس 109'        |
| البدلاء:          |    |                            |
| FW                | 22 | إدسون بوتش 80'             |
| MF                | 5  | فرانسيسكو سيلفا 104'       |
| FW                | 16 | نيكولا كاستيو 109'         |
| المدرب:           |    |                            |
| خوان أنطونيو بيزي |    |                            |

| رجل المباراة: كلاوديو برافو (تشيلي) الحكام المساعدون: كليبر لوسيو غيل (البرازيل) برونو بوشيليا (البرازيل) الحكم الرابع: روبيرتو غارسيا أوروزكو (المكسيك) الحكم الاحتياطي: خوسي لويس كامارغو (المكسيك) |

## وصلات خارجية
- كونكاكاف – الموقع الرسمي
- كونميبول – الموقع الرسمي